# Konik (zoologia)

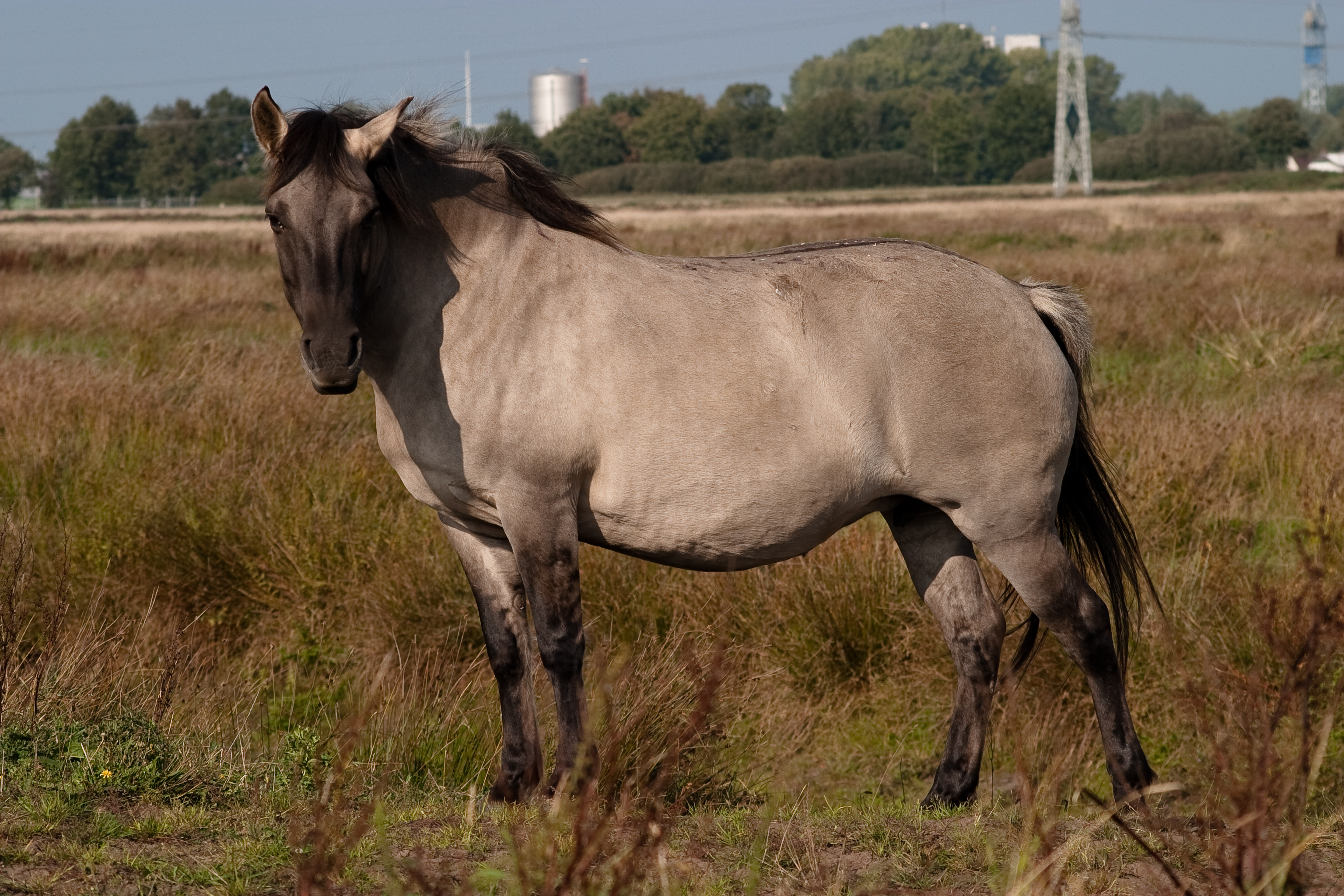
Pony Konik

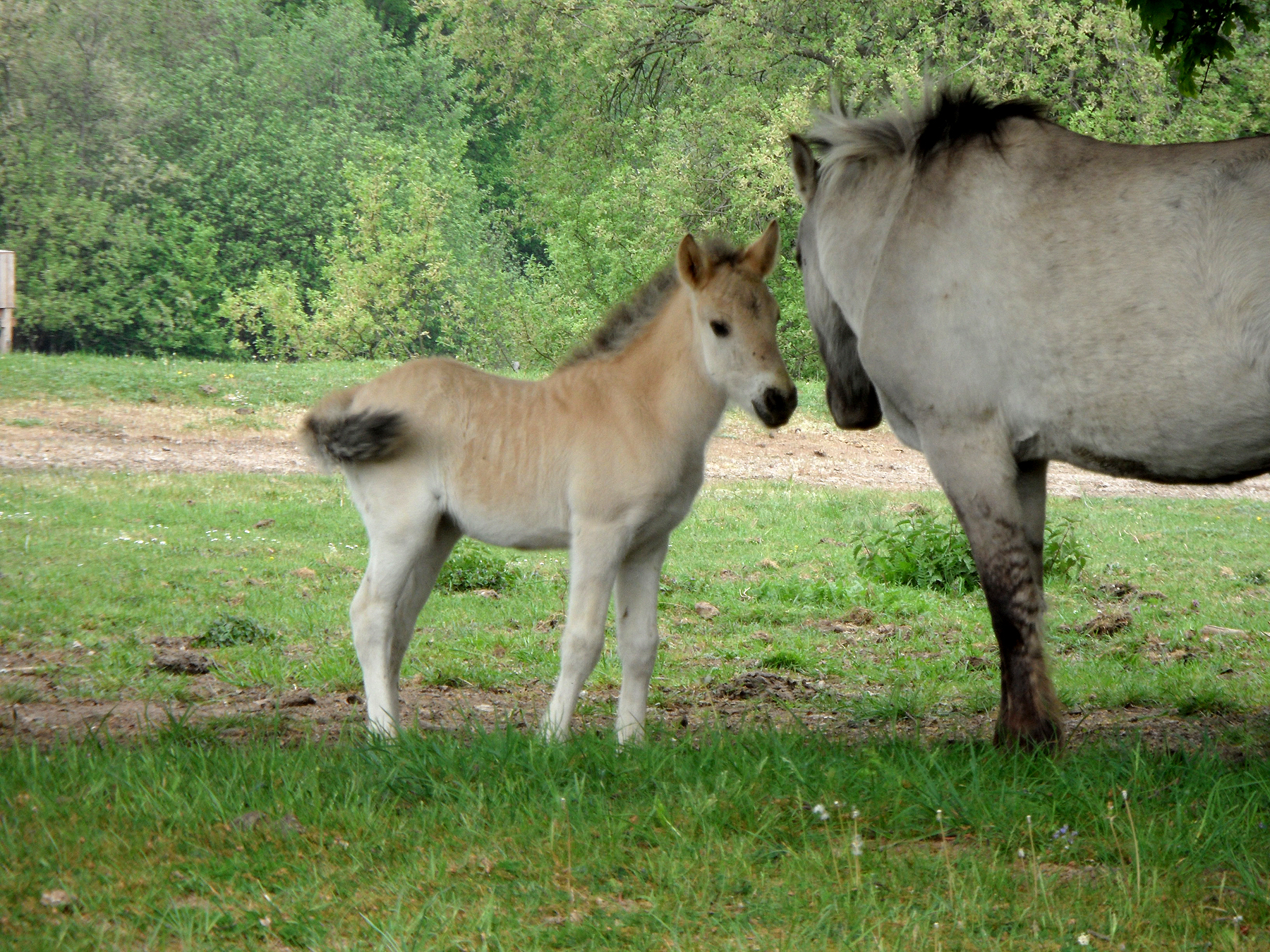
Giumenta Konik con puledro

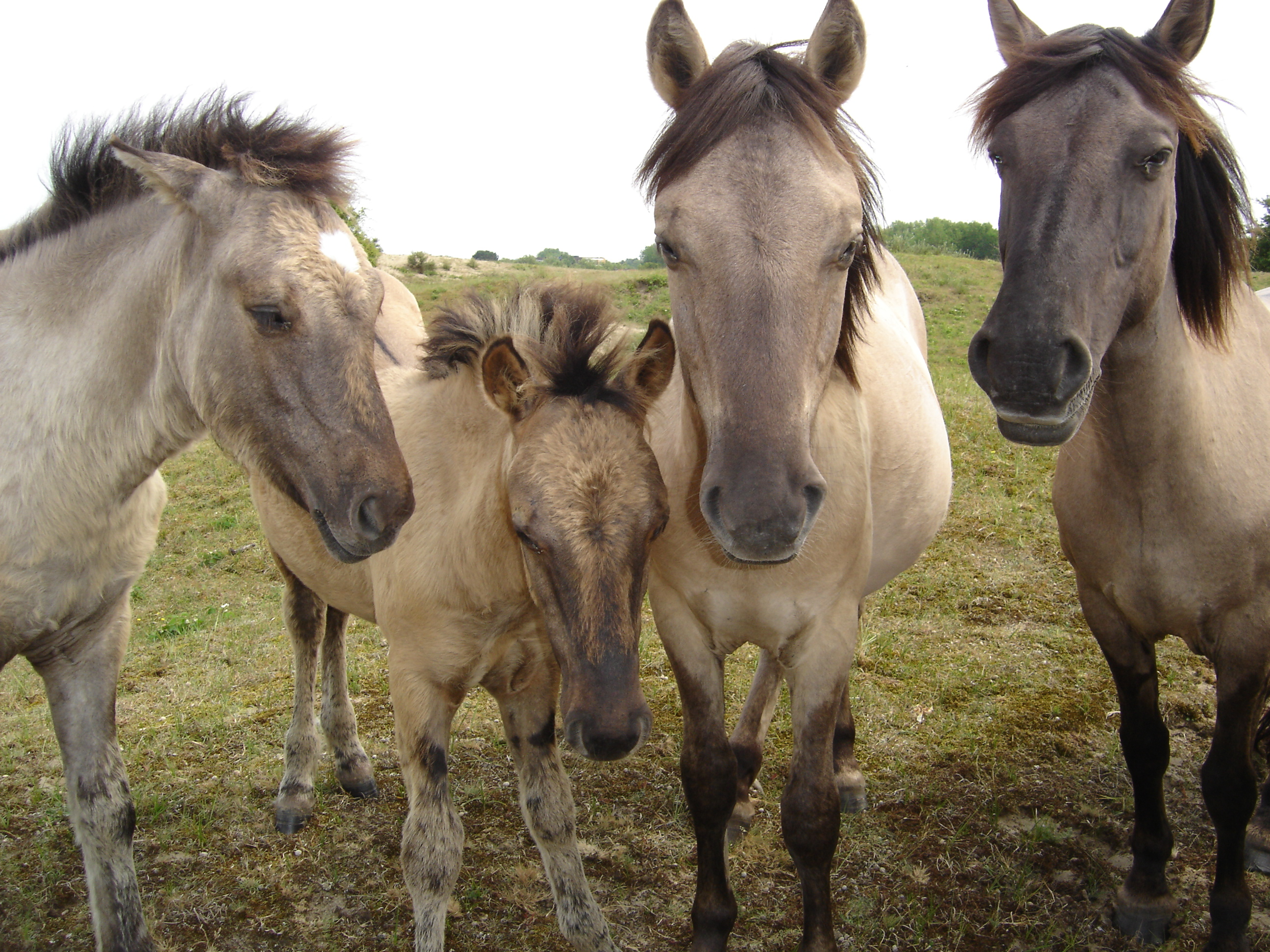
Konik a Zandvoort (Paesi Bassi)

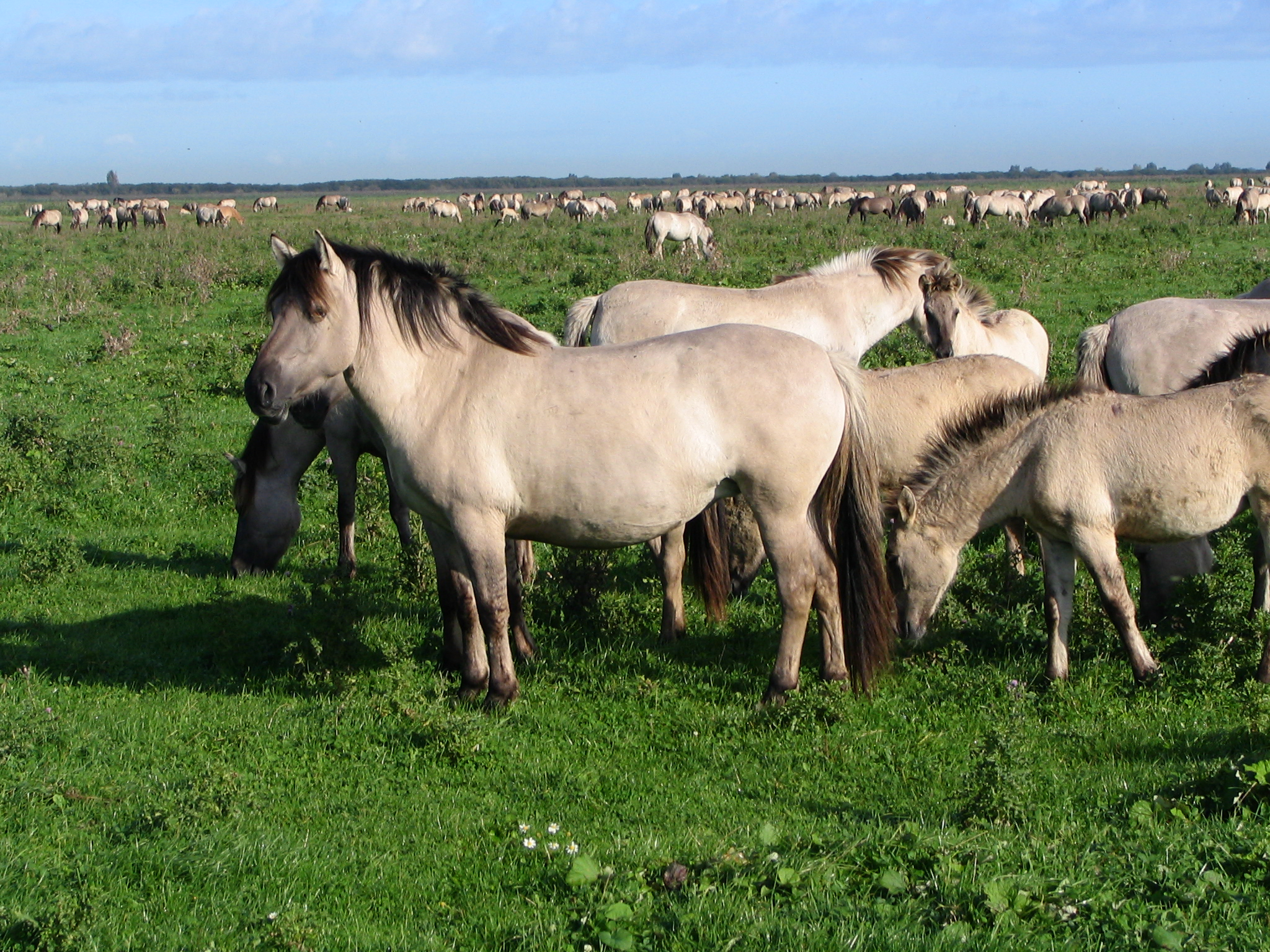
Konik nella riserva naturale degli Oostvaardersplassen (Flevoland, Paesi Bassi)

Il konik è una razza di pony semi-selvaggia originaria della Polonia e della Bielorussia e derivata da incroci con una razza ora estinta, il Tarpan (Equus ferus ferus).
Oltre che in Polonia e in Bielorussia, questa razza è stata introdotta anche in Lettonia, Paesi Bassi e Regno Unito.

## Etimologia
Il termine konik è un diminutivo del vocabolo polacco koń, che significa "cavallo". Con questo termine vengono infatti indicati in polacco i cavalli che hanno un'altezza inferiore ai 140 cm.

## Descrizione
Il Konik raggiunge un'altezza al garrese di circa 1,30 metri
I colori vanno dal giallo, al grigio, al bluastro.
Questa razza ha solitamente un temperamento docile.

## Storia
La razza Konik fu creata dai contadini polacchi, che agli inizi del XIX secolo operarono incroci tra i propri cavalli e i Tarpan. Gli ultimi esemplari di questa razza, che vivevano nella Foresta di Białowieża, erano stati trasferiti in un parco di proprietà del conte Zamojski e situato nei pressi di Biłgoraj, nel sud della Polonia.
Nel 1936 il prof. Tadeusz Vetulani, dell'Università di Poznań, tentò di ricreare dal Konik l'estinta razza Tarpan.
Nel corso della seconda guerra mondiale, con l'invasione tedesca della Polonia, questa razza fu oggetto di esperimenti genetici anche da parte dei nazisti.
Nel 1954 l'Accademia Polacca delle Scienze creò una riserva per preservare questa razza.
Nel 1982 il Konik fu introdotto negli Oostvaardersplassen dei Paesi Bassi, dove vivono circa 2 500 esemplari.